# Burn (singel Mobb Deep)
Burn – pierwszy singel promujący album pt Infamy, amerykańskiego duetu hip-hopowego Mobb Deep. Został wydany 30 października, 2001 roku.

## Lista utworów
Side A
1. "Burn" (Clean Version)

Side B
1. "Burn" (Dirty Version)
2. "Burn" (Instrumental)